# Florencia Torrente
Florencia Elizabeth Torrente (Haedo, Morón, provincia de Buenos Aires; 19 de agosto de 1988) es una actriz y modelo argentina. Es la hija de la actriz y modelo Araceli González y de Rubén Torrente.

## Biografía
Inició su carrera como modelo en el año 2005 formando parte de la agencia Pancho Dotto Models, para la cual realizó diversos desfiles y campañas publicitarias, sin embargo, abandonó la agencia en el año 2007. Por ello en 2008, fue Tomás Costantini quien pasó a representarla por un breve periodo y luego formó parte de la agencia Lo Management dirigida por la exmodelo Lorena Ceriscioli. Ese mismo año, protagonizó el videoclip «No puedo» del cantante argentino Luciano Pereyra.
En 2010, Torrente se unió al elenco estable de la telenovela Alguien que me quiera producida por Pol-ka para El trece, donde interpretó el papel de Mandy una estudiante universitaria que despierta los celos de Bianca (Luisana Lopilato), ya que su novio Teo (Ludovico Di Santo) es el compañero de estudio. En 2011, Torrente integró al elenco de la tira Herederos de una venganza emitida por El trece. Allí personificó a Lola, la hija no reconocida de Octavio (Rodolfo Ranni), el hombre más poderoso de Vidisterra. Ese mismo año, protagonizó la obra teatral Espejo, dime qué ves en el espacio de la Ciudad Cultural Konex y participó del especial Volver al ruedo producido por la organización Fundación Huésped.
En 2013, Torrente viajó a Boston (Estados Unidos), donde realizó el programa Twelve Week en el Berklee College of Music. Durante su estadía también se formó en las universidades de Centro Internacional de Fotografía, Instituto Tecnológico de la Moda y la Universidad Yale. Más tarde, Torrente se convirtió en la directora ejecutiva de su propia marca de indumentaria llamada Helicia, la cual fundó junto a su amiga de la infancia Agustina Bruzón.
Poco después, interpretó a Brenda en la exitosa ficción Graduados (2012) emitida por Telefe y producida por Underground; y participó del video musical «Faquin Bipolaridad III» del cantante Roberto Planta. En 2013, participó de la adaptación nacional de la obra La casa de Bernarda Alba dirigida por José María Muscari y apareció en la película para televisión Bienvenido Brian, la cual se estrenó por  El nueve.
En 2014, se unió a la tercera temporada de la serie En terapia emitida por la Televisión Pública Argentina, donde jugó el papel de Francisca «Frani» Gutiérrez, la hija conflictiva de Gabriela (Cecilia Roth). En 2016, Torrente coprotagonizó la obra teatral Gigoló junto a Andrea Bonelli en el Teatro Regio y más tarde protagonizó la obra teatral infantil A la luna (2016) en el Teatro 25 de Mayo, donde interpretó a Tara. Ese mismo año, le llegó la oportunidad de coprotagonizar en cine la cinta Soldado argentino solo conocido por Dios dirigida por Rodrigo Fernández Engler. Después, realizó una colaboración musical con la banda Pluto's Not a Planet, con quienes grabó la canción «Mrs. Rainbow» perteneciente al álbum Winter Fall Spring Summer.
A partir de 2017, Torrente debutó como conductora de televisión con el programa #Hashtag Viajeros de Telefe, el cual también tuvo una segunda temporada en el año 2018. Durante ese tiempo, protagonizó la obra El jefe del mundo junto a Matías Mayer en el Microteatro de Palermo, participó del videoclip «Cicatrices» de la banda de rock Airbag y actuó en la película de terror y suspenso Hipersomnia dirigida por Gabriel Grieco. En 2018, Torrente protagonizó la película española Cuando dejes de quererme, donde se puso en la piel de Laura Careaga, una joven abandonada por su padre, que un día recibe una llamada desde España comunicándole que su padre fue encontrado muerto, por lo cual, se embarca en un viaje hacia el país extranjero donde se planteará varias cuestiones. Luego, fue convocada para interpretar a Juana en la obra Mentiras inteligentes (2018-2019) en el Teatro Astros, donde compartió cartel con Mariano Martínez, Betiana Blum y Arnaldo André.
En 2019, Torrente participó del reality show Bailando por un sueño, segmento emitido dentro del programa Showmatch conducido por Marcelo Tinelli. A su vez, fue fichada para conformar elenco principal de la película Sola junto a Araceli González, Miguel Ángel Solá, Fabián Mazzei, Luis Machín, y Mónica Antonópulos. En julio del mismo año, filmó la miniserie Derecho viejo en Santa Fe junto con Luis Brandoni y Victorio D'Alessandro, que fue estrenada el 21 de noviembre por TV Pública.

## Filmografía

### Cine
| Año  | Título                                   | Papel         | Dirección                |
| ---- | ---------------------------------------- | ------------- | ------------------------ |
| 2016 | Soldado argentino solo conocido por Dios | Ana Molina    | Rodrigo Fernández Engler |
| 2017 | Hipersomnia                              | Yasmín        | Gabriel Grieco           |
| 2018 | Cuando dejes de quererme                 | Laura Careaga | Igor Legarreta           |
| 2021 | Sola                                     | Irene         | José Cicala              |
| 2022 | Reparo                                   | Justina       | Lucía Van Gelderen       |
| 2024 | Chocolate para tres                      | Julia         | Tomás Sánchez            |

### Televisión
| Año       | Título                        | Papel                       | Notas                         |
| --------- | ----------------------------- | --------------------------- | ----------------------------- |
| 2010      | Alguien que me quiera         | Mandy                       |                               |
| 2011      | Herederos de una venganza     | Lola Capogrecco / Klaine    |                               |
| 2011      | Volver al ruedo               | Lola                        | Especial de Fundación Huésped |
| 2012      | Graduados                     | Brenda                      |                               |
| 2013      | Bienvenido Brian              | Melina                      | Película para televisión      |
| 2014      | En terapia                    | Francisca «Frani» Gutiérrez |                               |
| 2017-2018 | Hashtag Viajeros              | Conductora                  |                               |
| 2019      | Showmatch: Súper Bailando     | Participante                | 16.ta pareja eliminada        |
| 2019      | Derecho viejo                 | Mara Ocampo                 |                               |
| 2020-2021 | Cantando 2020                 | Participante                | 21.ra pareja eliminada        |
| 2021      | Victoria, psicóloga vengadora | Stephie                     | Episodio: «Stephie M.»        |
| 2025      | Los MacAnimals                | Bo                          |                               |

### Web
| Año  | Título             | Papel        | Notas                                   |
| ---- | ------------------ | ------------ | --------------------------------------- |
| 2011 | Yo soy virgen      | Valeria      |                                         |
| 2015 | El refugio musical | Luz Espinoza |                                         |
| 2020 | Adentro            | Paulina      | Episodios: «Lownies brocos», «¿Afuera?» |
| 2021 | Punto de quiebre   | Belén        | Episodios: «La entrevista», «El futuro» |

### Videos musicales
| Año  | Video                    | Papel           | Artista         |
| ---- | ------------------------ | --------------- | --------------- |
| 2008 | «No puedo»               | Interés amoroso | Luciano Pereyra |
| 2012 | «Faquin Bipolaridad III» | Chica           | Roberto Planta  |
| 2017 | «Cicatrices»             | Novia           | Airbag          |

## Teatro
| Año       | Título                           | Papel      | Lugar                                     |
| --------- | -------------------------------- | ---------- | ----------------------------------------- |
| 2011      | El espejo, dime qué ves          | Ella       | Ciudad Cultural Konex                     |
| 2013-2014 | La casa de Bernarda Alba         | Adela      | Teatro Regina                             |
| 2016      | Gigoló                           | Albertina  | Teatro Regio                              |
| 2016      | A la luna                        | Tara       | Teatro 25 de Mayo                         |
| 2017-2018 | El jefe del mundo                | Emma       | Microteatro                               |
| 2018-2019 | Mentiras inteligentes            | Juana      | Teatro Astros                             |
| 2019      | Varieté Walsh                    | Flor       | Teatro Colón                              |
| 2019      | Perversiones modernas            | Nievelinda | Microteatro                               |
| 2019      | La noche que conocí a mi hermana |            | Microteatro                               |
| 2019      | Etiquétame                       |            | Microteatro                               |
| 2019-2020 | Atrapados en el museo            | Rocío      | Teatro Del lago                           |
| 2021      | Señorita Julia                   | Julia      | Teatro Online                             |
| 2021      | New York Buenos Aires            | Emilia     | Teatro Online                             |
| 2022      | Las manos sucias                 | Jessica    | Teatro San Martin                         |
| 2023-2024 | Ana Karenina en Halloween        | Inés       | Teatro Picadero / El Camarín de las Musas |

## Discografía
Colaboraciones
- 2016: «Mrs. Rainbow» con Pluto's Not a Planet

## Premios y nominaciones
| Año  | Organización                                  | Categoría               | Trabajo                                  | Resultado | Ref(s) |
| ---- | --------------------------------------------- | ----------------------- | ---------------------------------------- | --------- | ------ |
| 2017 | Festival Internacional de Cine de las Alturas | Mejor actriz            | Soldado argentino solo conocido por Dios | Ganadora  | [ 28 ] |
| 2020 | Premios Carlos                                | Revelación femenina     | Atrapados en el museo                    | Nominada  | [ 29 ] |
| 2020 | Premios Carlos                                | Mejor actriz de reparto | Atrapados en el museo                    | Ganadora  | [ 29 ] |